# Liste der Naturschutzgebiete im Landkreis Altenkirchen (Westerwald)
Im Landkreis Altenkirchen (Westerwald) in Rheinland-Pfalz gibt es 15 Naturschutzgebiete. Der Landkreis liegt teilweise im Naturpark Rhein-Westerwald, außerdem gibt es dort 8 Landschaftsschutzgebiete.
| Name                               | Bild | Kennung               | Kreis                                                  | Einzelheiten | Position | Fläche Hektar | Datum |
| ---------------------------------- | ---- | --------------------- | ------------------------------------------------------ | --- | -------- | ------------- | ----- |
| Graureiherkolonie                  |      | 7132-003 WDPA: 163308 | Landkreis Altenkirchen (Westerwald)                    | Blickhauserhöhe, Hövels, Wallmenroth, Scheuerfeld Zwei Teile: Siegschleife bei Wallmenroth als Lebensstätte für Wasservögel, z. B. Graureiher und Eisvogel; Siegaue bei Ober- und Niedergüdeln als Graureiher-Nahrungsbiotop | ⊙        | 133,5         | 2001  |
| Moorwiese bei Voßwinkel            | BW   | 7132-004 WDPA: 164680 | Landkreis Altenkirchen (Westerwald)                    | Blickhauserhöhe Moorwiesen und Eichen-Hainbuchen-Wald | ⊙        | 5,3           | 1986  |
| Mahlscheid                         |      | 7132-008 WDPA: 164545 | Landkreis Altenkirchen (Westerwald)                    | Herdorf ehemaliger Basaltsteinbruch mit Steilwänden und Terrassen, Block- und Abraumhalden, Ruderalfluren und Gewässern | ⊙        | 17,3          | 1992  |
| Im Geraum                          |      | 7132-013 WDPA: 163865 | Landkreis Altenkirchen (Westerwald)                    | Kausen Feuchtwiesen | ⊙        | 8,2           | 1988  |
| Rosenheimer Lay                    |      | 7132-017 WDPA: 165219 | Landkreis Altenkirchen (Westerwald)                    | Rosenheim (Landkreis Altenkirchen), Elkenroth aufgelassener Steinbruch mit Wasser- und Flachwasserzonen und Steilflächen | ⊙        | 48,8          | 1985  |
| In der Rommerswiese                |      | 7132-020 WDPA: 163911 | Landkreis Altenkirchen (Westerwald)                    | Widderstein, Niederingelbach Wiedaue mit ihren Feuchtwiesen | ⊙        | 10            | 1988  |
| Steinbruch Hasselichskopf          |      | 7132-021 WDPA: 165693 | Landkreis Altenkirchen (Westerwald)                    | Elkenroth ehemaliger Steinbruch „Hasselichskopf“ mit Wasser- und Flachwasserzonen und mit Steilflächen | ⊙        | 30,07         | 1996  |
| Weidenbruch                        |      | 7132-023 WDPA: 166200 | Landkreis Altenkirchen (Westerwald)                    | Elkenroth Feuchtgebiet | ⊙        | 27            | 1984  |
| Moor- und Heidegebiet bei Kircheib | BW   | 7132-026 WDPA: 82178  | Landkreis Altenkirchen (Westerwald), Landkreis Neuwied | Kircheib, Griesenbach Feuchtheiden, Zwischenmoor und Magerwiesen, Birkenbruch- und Eichenmischwald | ⊙        | 21            | 1982  |
| Im Seifenwald                      |      | 7132-030 WDPA: 163883 | Landkreis Altenkirchen (Westerwald)                    | Molzhain, Kausen Feuchtwiesen | ⊙        | 7,18          | 1986  |
| Galgenkopf                         |      | 7132-031 WDPA: 163192 | Landkreis Altenkirchen (Westerwald)                    | Weitefeld, Friedewald aufgelassene Klebesandgrube mit Wasser- und Flachwasserzonen und Steilflächen | ⊙        | 30            | 1984  |
| Biggequellgebiet                   |      | 7100-292 WDPA: 318196 | Landkreis Altenkirchen (Westerwald)                    | Friesenhagen Quellbereich der oberen Bigge mit stark versumpfter Aue, Flachwasserbereichen und Verlandungszonen, Bruchwäldern und sauren Trockenstandorten                                                                   | ⊙        | 67,54         | 2000  |
| Emmerzhausen                       | BW   | 7132-040 WDPA: 81604  | Landkreis Altenkirchen (Westerwald)                    | Emmerzhausen Wiesenflächen und Ahorn-Eschen-Wald | ⊙        | 40            | 1983  |
| Schimmerich                        |      | 7132-049 WDPA: 82521  | Landkreis Altenkirchen (Westerwald)                    | Friedewald, Derschen Feuchtgebiet mit Wasserflächen und Flachwasserzonen | ⊙        | 30            | 1980  |
| Lindians Seifen                    | BW   | 7132-050 WDPA: 164467 | Landkreis Altenkirchen (Westerwald)                    | Dickendorf, Elkenroth Erlen-Sumpfwald und Basalt-Blockschutthalden | ⊙        | 60            | 1986  |
| Legende für Naturschutzgebiet      |      |                       |                                                        | |          |               |       |